# Tordères
Tordères is een gemeente in het Franse departement Pyrénées-Orientales (regio Occitanie) en telt 145 inwoners (1999). De plaats maakt deel uit van het arrondissement Perpignan.

## Geografie
De oppervlakte van Tordères bedraagt 9,4 km², de bevolkingsdichtheid is 15,4 inwoners per km².

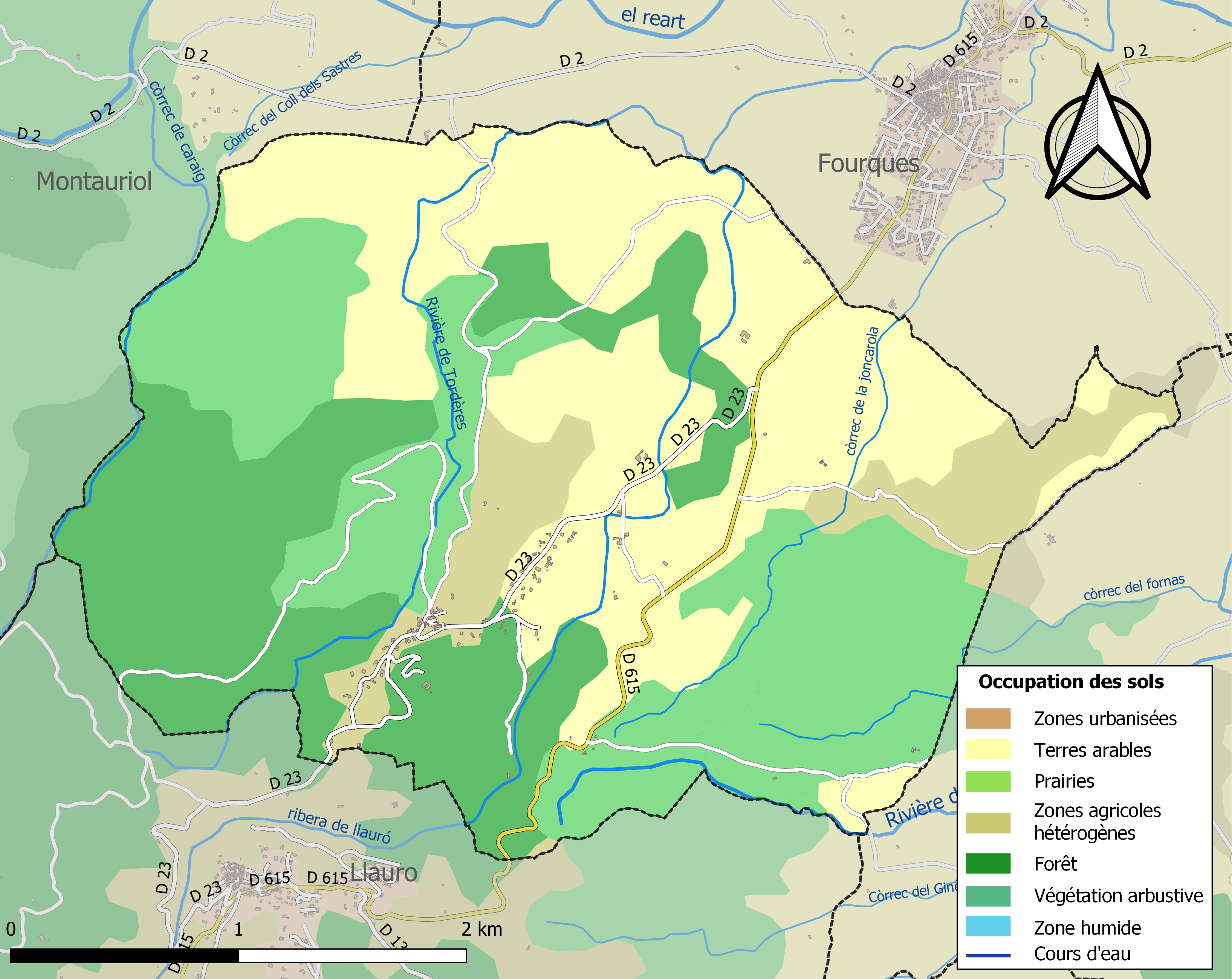
Kaart van de gemeente met de belangrijkste infrastructuur, bodemgebruik en omliggende gemeenten

## Demografie
Onderstaande figuur toont het verloop van het inwonertal (bron: INSEE-tellingen).